# Nikita Petrovitch Panine
Pour les articles homonymes, voir Panine.
Le comte Nikita Petrovitch Panine (en russe : Никита Петрович Панин, né en 1770, décédé en 1837) est un diplomate et homme politique russe, il fut vice-chancelier, Chancelier d'État du 6 octobre 1799 au 18 novembre 1800 (par intérim), ministre des Affaires étrangères en 1801.

## Famille

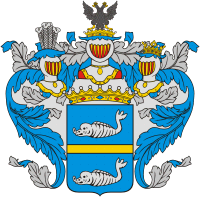
Armoiries de la famille Panine

Neveu du comte Nikita Ivanovitch Panine (ancien précepteur du grand-duc Paul Petrovitch, futur Paul Ier de Russie), fils du général comte Piotr Ivanovitch Panine (1721-1789).

## Biographie
Nikita Petrovitch Panine dirigea le premier complot contre le tsar Paul Ier de Russie (1799). 
Nikita Petrovitch Panine participa à l'assassinat de Paul Ier de Russie le 23 mars 1801. Alexandre Ier de Russie l'exila sur ses terres.